# بتیویا (ایلینوی)
بتیویا، ایلینوی (به انگلیسی: Batavia, Illinois) یک شهر در ایالات متحده آمریکا، با جمعیت ۲۶٬۳۱۸ نفر است که در ایلی‌نوی واقع شده‌است.

## موقعیت جغرافیایی
موقعیت جغرافیایی شهرها و مناطق اطراف به شرح زیر است: